# 비담의 난
비담의 난(毗曇-亂)은 645년 상대등에 오른 비담이 권력을 장악하여 647년 1월, "女主不能善理(여자 임금은 나라를 잘 다스릴 수 없다.)"라는 명분을 내걸고 염종의 군사와 함께 출정하여 일으킨 선덕여왕 대의 반란이다. 이로 비담은 도망치다가 김유신에 의해 처참한 최후를 맞고 그의 9족과 30명이 모두 숙청당했다.

## 계기
647년 1월, 비담은 주위의 꾐에 넘어가 염종과 함께 난을 일으켰다고 한다. 이 때 선덕여왕의 심장병은 최고조에 달하여, 선덕여왕의 기력이 쇠할 때를 노려 난을 일으켰다는 일설이 있다.

## 사건 전개

### 월성에서의 전투
난의 혼란스러운 기간 동안, 월성을 중심으로 전투가 벌어졌다. 김유신이 먼저 월성을 장악하여, 세가 밀린 비담은 월성에 진을 쳤다.

### 유성 낙하
난 도중, 밤에 큰 유성이 떨어지자 이를 본 비담은 다음과 같이 말하였다. "내가 듣기로 별에 떨어진 아래에는 반드시 피흘림이 있다고 하니, 이는 아마 여자 임금이 패할 징조일 것이다." 이는 비담의 승리로 기울어지는 것처럼 보였다.

### 승패 확정
이 때, 김유신은 한 가지 꾀을 내었는데 큰 연에다 불 붙인 허수아비를 달았고 그 연을 날렸다. 이는 꼭 별이 다시 올라가는 것처럼 보여, 반란군의 사기가 떨어졌다. 이 때를 공략해 김유신은 반란군을 토벌하였다.

### 비담의 죽음
비담은 토벌소식을 듣고 급히 도망쳤다. 하지만 비담은 647년(진덕여왕 1)에 1월 17일에 죽임을 당하였다.

### 진덕여왕 즉위
혼란스런 난 도중인, 647년 1월 8일에 선덕여왕이 승하하고 말았다. 결국 진덕여왕이 왕위를 이었다.

## 같이 보기
- 선덕여왕
- 진덕여왕
- 김유신
- 비담